# Pace von Friedensberg

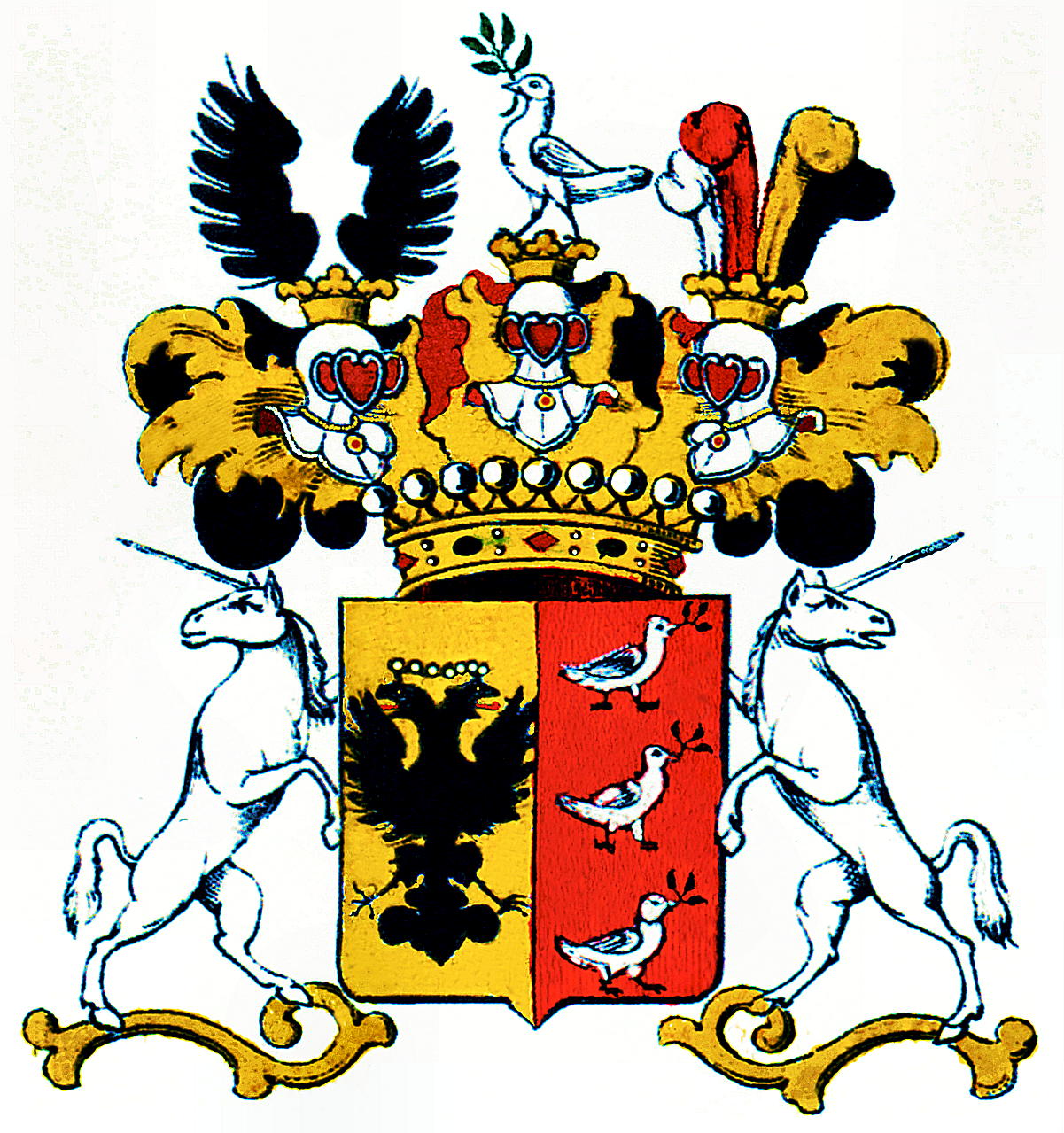
Wappen der Grafen Pace von Friedensberg 1690

Die Grafen von Pace und Freiherren von Friedensberg sind ein altes, ursprünglich spanisches Adelsgeschlecht, das in Venetien, Triest und Garadiscia wirkte und in den österreichischen Grafenstand aufstieg.

## Geschichte
Die Grafen Pace von Friedensberg stammen aus einer alten, ursprünglich spanischen Familie, welche seit 1336 im Triestiner Adel hohe Achtung genoss. Ein Zweig des Geschlechts begab sich im 15. Jahrhundert in die Staaten der Venezianischen Republik.
Möglicherweise hieß die Familie einst Castronovo. Ein Victor Castronovo seu de Montefumo, genannt de Pace, und seine Brüder erhielten ein Adelswappen am 5. Dezember 1509 zu Heidelberg.
Nachdem mehrere Familienglieder in k. k. österreichische Kriegsdienste getreten und zu hohem Ansehen gelangt waren, erhob Kaiser Leopold I. am 10. Dezember 1675 zu Wien den Feldmarschallleutnant Carlo Maria Conte de Pace (* 15. Juli 1635; † 27. März 1701 in Wien) und seinen Bruder Johann Andreas († 4. März 1695) in den Freiherrenstand mit „Wohlgeboren“ als „Pace Freiherrn von Friedensberg“. Die Aufnahme unter die Steirischen Stände erfolgte am 12. März 1686.
Im Jahr 1690 schließlich erlangte die Familie dann die erbländisch-österreichische Grafenwürde.
Am 3. September 1737 wurde das Geschlecht landständisch in Görz.
Da Feldmarschallleutnant Carlo Maria Conte de Pace (1635–1701) kinderlos starb, und die Linie seines Bruders mit seinen Enkeln Anna Katherina (* 25. Oktober 1691), Anna Maria (8. Dezember 1693) und Karl Maria Pace (* 13. Juni 1694) erlosch, endete damit die Gradiscaner Linie; zwar gab es schon längere Zeit eine zweite Hauptlinie, die Udineser Linie, die in der Grafschaft Görz begütert ist; aber mit kaiserlicher Bewilligung ging die Grafenwürde an Bernardino de Pace (* 13. September 1748; † 8. September 1827 in Tapogliano, Görz), und seine Gemahlin, Gräfin Maria Anna Teresa Gräfin von Abensperg und Traun (* 15. August 1759; † 12. Januar 1820) über, welches den Beginn der österreichischen Linie darstellte.
Aus dieser Ehe entstammte der k. k. Kämmerer und Hauptmann Graf Rudolf Pace (* 22. November 1787; † 27. September 1825), der die Tochter des Grafen Paul Joseph von Beroldingen heiratete, Ludovika Gräfin von Beroldingen (* 22. Juli 1793; † 1838).
Einer seiner Söhne war Carl Maria Philipp (* 22. Februar 1821 in Thurn-Gallenstein; † 30. Mai 1884 ebenda). Aus dessen am 31. März 1845 geschlossenen Ehe mit Camilla Freiin Schweiger von Lerchenfeld (* 15. Januar 1823 in Rupertshof, Krain; † 25. Juni 1899 in Thurn-Gallenstein) entsprossen drei Söhne:
Wilhelm Graf Pace (* 1846; † 8. September 1857 in Thurn-Gallenstein)
Rudolf Graf Pace (* 9. September 1847 in Thurn-Gallenstein; † 1. März 1923 in Graz), verheiratet mit Rosa, Freiin von Lapenna (* 18. Februar 1860 in Zara; † 16. April 1922 in Graz)
Anton Graf Pace von Friedensberg (* 14. November 1851; † 29. Dezember 1923 in Wien), verheiratet mit Marie, Freiin von Winkler (* 31. Dezember 1864 in Görz; † 24. April 1905 in Wien) war Landespräsident der Bukowina (1891) und Verfasser eines Handbuches des österreichischen Verwaltungsrechts, herausgegeben zwischen 1895 und 1901 in sieben Bänden.

## Persönlichkeiten
- Carlo Maria de Pace, Freiherr von Friedensberg (* 15. Juli 1635 in Gradisca; † 27. März 1701 in Wien) war Kämmerer bei Kaiser Leopold I., kaiserlicher Feldmarschallleutnant (16. Juli 1692) und Kommandierender General in Böhmen.[7]
- Wilhelm Paul Eugen Graf Pace von Friedensberg (* 15. März 1819 auf Burg Thurn-Gallenstein bei Heiligenkreuz;  † 21. März 1896 in Tapogliano oder Deutsch Landsberg) war Landeshauptmann der gefürsteten Grafschaft Görz Gradisca (1861–1870)[8] und Mitglied des Herrenhauses des österreichischen Reichsrats auf Lebenszeit.[9]
- Anton Graf Pace von Friedensberg (* 14. November 1851 in Thurn-Gallenstein;  † 29. Dezember 1923) war ein k. u. k. Geheimer Rat, hoher Verwaltungsbeamter und Landespräsident der Bukowina. Er galt als führender Experte auf dem Gebiet des Verwaltungsrechtes[10]
- Oberleutnant Marino Pace von Friedensberg (* 28. März 1892 in Deutschlandsberg; † 17. Februar 1963 in Tapogliano) war Bezirkshauptmann von Deutschlandsberg vom 25. August 1890 bis zum Dezember 1894, Bürgermeister von Tapogliano von 1921 bis 1926 und Präfekt der deutschen Administration von Görz 1943 bis 1945.

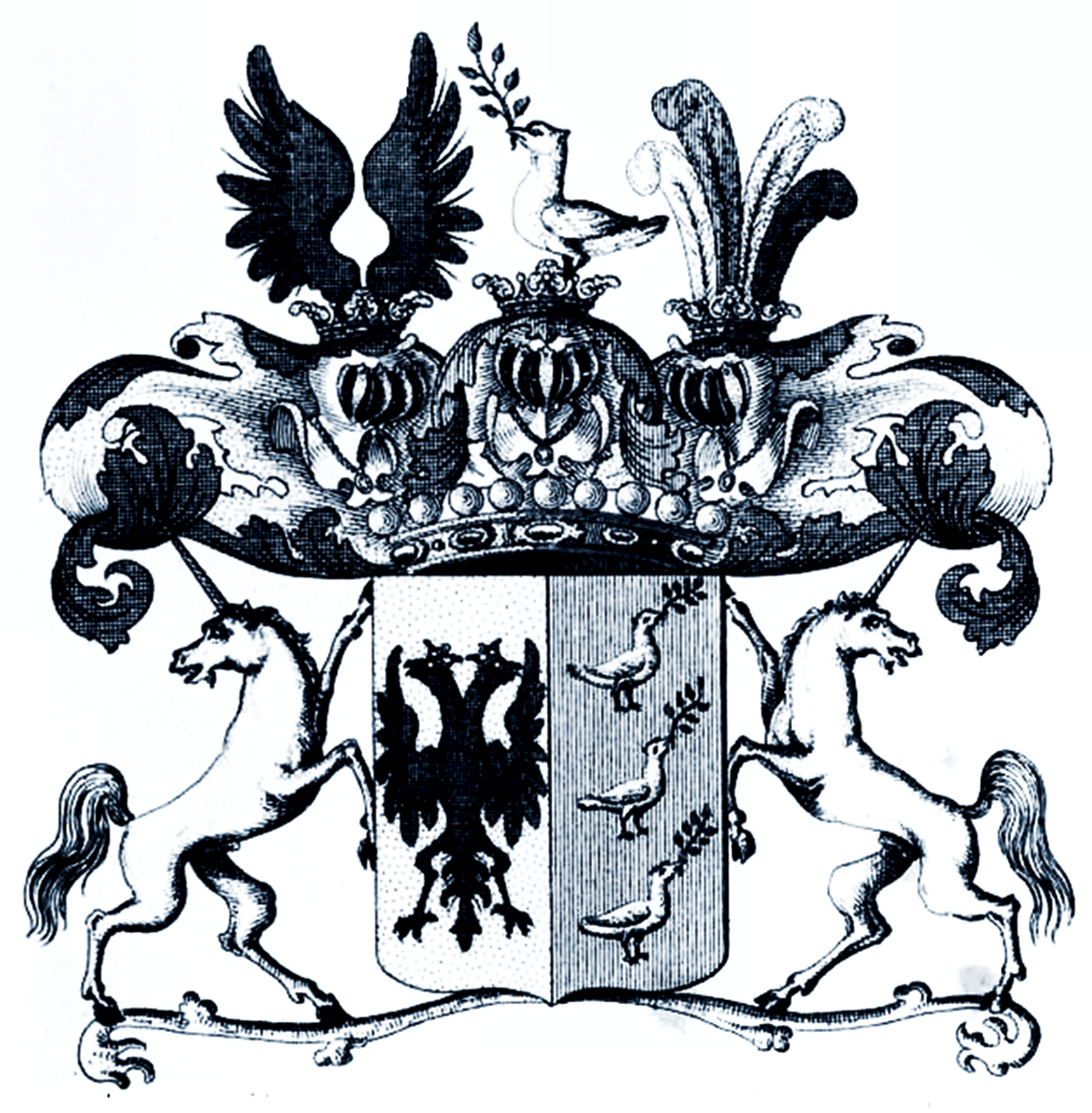
Wappen der Grafen Pace von Friedensberg nach Tyroff

## Wappen
1690: Schild der Länge nach geteilt; rechts in Gold ein zweiköpfiger gekrönter, schwarzer Adler; links in Rot drei untereinander stehende, links gekehrte silberne Tauben, von welchen jede im Schnabel einen grünen Ölzweig hält. Den Schild bedeckt die Grafenkrone, auf welcher drei gekrönte Helme stehen. Der rechte Helm trägt einen offenen, schwarzen Adlersflug, der mittlere eine Taube, ganz wie in der linken Schildeshälfte, nur rechtssehend, und der linke vier Straußenfedern, silbern, rot, golden und schwarz. Die Decken des rechten Helmes des mittleren links, so wie des linken links sind schwarz und golden, die des mittleren und linken aber beiderseits rechts sind rot und golden, und den Schild halten zwei auswärtssehende, silberne Einhörner. Wie beschrieben, kommt meist diese: Wappen vor, und so findet sich dasselbe auch im Wappenbuch der Österreichischen Monarchie (XII. 3). Das Genealogische Taschenbuch der gräflichen Häuser (1848, S. 479) stellt in die rechte rote Schildeshälfte die drei silbernen Tauben (2 und 1), und in die linke goldene Schildeshälfte den zweiköpfigen, gekrönten, schwarzen Adler.